# Ichthyoxenus amurensis
Ichthyoxenus amurensis is een pissebed uit de familie Cymothoidae. De wetenschappelijke naam van de soort is voor het eerst geldig gepubliceerd in 1858 door Gerstfeldt.